# Georges Grente
Georges François Xavier Marie Grente, né le 5 mai 1872 à Percy (Manche, France) et mort le 4 mai 1959 au Mans (Sarthe, France), est un cardinal français, évêque-archevêque du Mans, académicien, historien et essayiste. Il coordonna un imposant Dictionnaire des Lettres françaises en plusieurs volumes, préfacé notamment, par Abel Bonnard, qui, actualisé et réédité, fait encore aujourd'hui autorité.

## Biographie

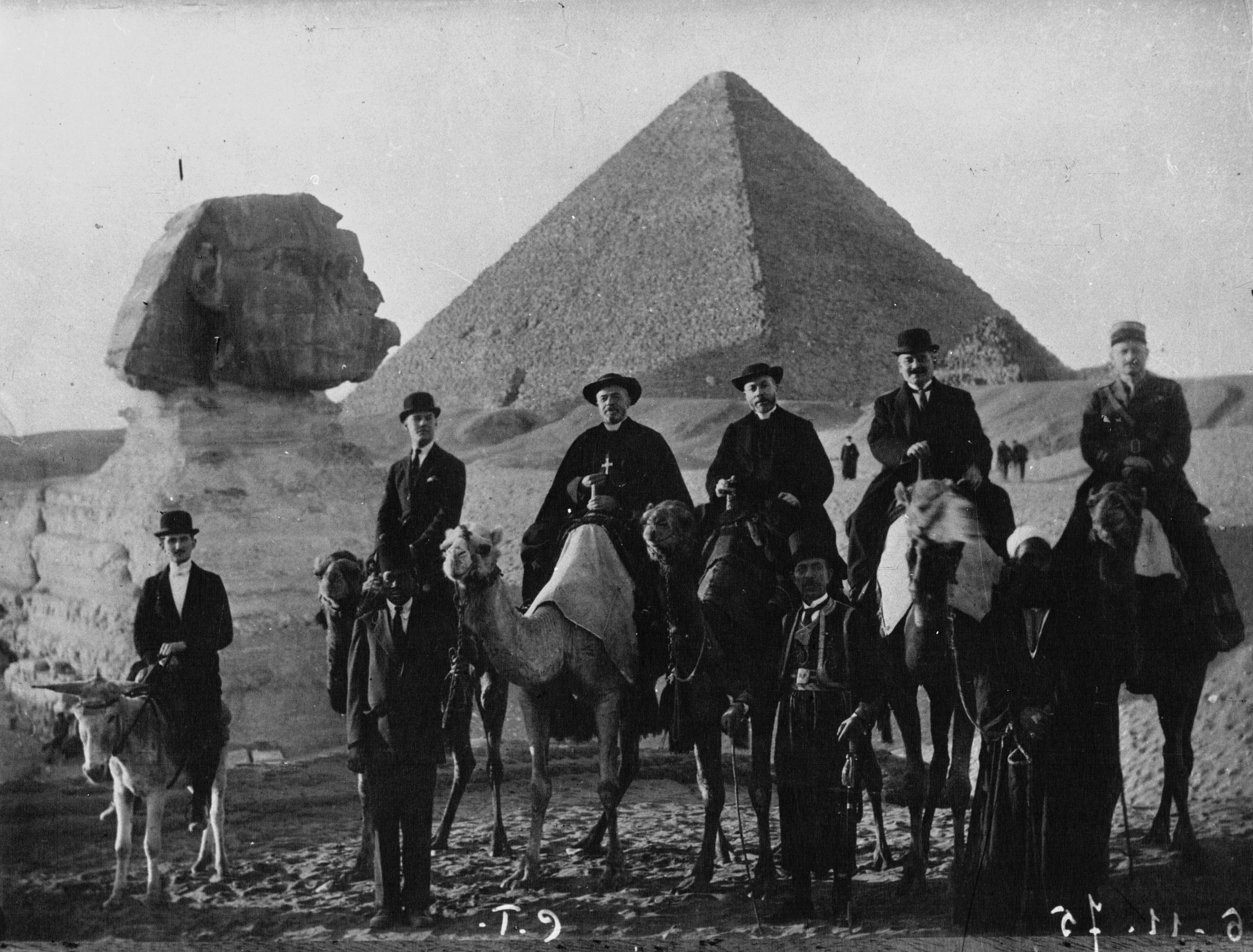
Georges Grente devant les pyramides (1936)

Georges Grente étudie le droit, la théologie catholique et la philosophie à Paris. Il est ordonné prêtre le 29 juin 1895 et travaille ensuite, pendant huit ans, comme professeur au petit séminaire de Mortain dans la Manche.
De 1903 à 1916, il dirige le collège diocésain de Saint-Lô ; en 1914 il est sur le point de devenir recteur de l'Université catholique de Lille, mais la guerre, et l'occupation de la ville par l'armée allemande, l'empêchent d'occuper ce poste. De 1916 à 1918 il est supérieur de l'Institut Saint-Paul à Cherbourg.
L’Académie française lui décerne le prix Montyon en 1905 et le prix Vitet en 1924.
Le pape Benoît XV le nomme évêque du Mans en janvier 1918. Il est consacré par le cardinal Louis-Ernest Dubois en avril. Le pape Pie XII le nomme en mars 1943 archevêque ad personam, et le crée cardinal lors du consistoire du 12 janvier 1953. Le cardinal Grente participe au conclave de 1958 qui élit le nouveau pape Jean XXIII, et meurt le 4 mai 1959, au Mans, à 87 ans, après 41 ans à la tête de l'évêché du Mans. Georges Grente aura, par diverses initiatives, fait rayonner un diocèse manceau mal en point lorsqu'il en prit la direction, en 1918 : organisation de congrès diocésains; attention portée au recrutement et à la formation des prêtres; création de nouvelles paroisses; visites fréquentes dans les paroisses et les écoles catholiques; lettres pastorales; éclat donné aux cérémonies religieuses.... En sa qualité d'homme de lettres et de membre de l'Académie française, Georges Grente a reçu au Mans de nombreux écrivains - dont des candidats à l'Académie française - et a été sollicité, grâce à ses qualités d'orateur pour prononcer de nombreux discours. En décembre 1919, le gouvernement de Clemenceau, préoccupé de favoriser la reprise des œuvres d'enseignement et de bienfaisance dans le Levant et les Balkans, y envoya une mission officielle, confiée au cardinal Dubois, et dont fit partie Grente.
Le cardinal Grente est enterré dans la cathédrale du Mans, où l'on peut voir son tombeau avec son gisant sculpté, surmonté à la voûte de son chapeau de cardinal, comme le veut la tradition. Il était notamment Grand-officier des Ordres de Georges Ier de Grèce et de Saint-Sava de Serbie, et Commandeur des Ordres du Saint-Sépulcre, de l'Étoile de Roumanie et de Léopold de Belgique.
Grand voyageur (Moyen-Orient, États-Unis, Europe centrale), auteur de nombreux ouvrages (hagiographies, récits de voyage, etc.), il avait été élu à l'Académie française le 12 novembre 1936, le même jour que l'amiral Lacaze et Jacques de Lacretelle. L'accompagne sous la Coupole ce jour-là le Père André Sevin, couronné par l'Académie pour son essai "Raymond de Sèze, le défenseur du Roy." André Sevin, devenu prélat, remplacera Georges Grente à la tête de l'Académie du Maine à la demande de ce dernier.
Sous l'Occupation, il adopte une attitude prudente, appréciant sans doute que la gauche anticléricale soit remplacée par une droite traditionaliste, resserrant ses valeurs sur la famille, le travail et la patrie. Mais en même temps, patriote, le cardinal ne se commet pas avec les autorités occupantes. Au sein du diocèse du Mans, plusieurs prêtres, sans doute encouragés par leur évêque, seront des acteurs du sauvetage de juifs dans la Sarthe.

## L'archevêque et les maisons closes
En application de la loi de séparation des Églises et de l'État, Marie-Prosper de Bonfils, un des prédécesseurs de Grente, avait dû quitter, en décembre 1906, sa résidence de l'hôtel de Tessé, confisquée par l'État, pour s'installer à l'hôtel du Grabatoire, dont une façade latérale donnait sur la ruelle des Pans-de-Gorron, dont plusieurs immeubles abritaient des activités de prostitution. Afin de supprimer cette proximité de mauvais aloi, le vicaire général Louis Lefebvre avait, à l'occasion d'une mise en vente, à la suite d'un décès, acheté, au nom de l'évêché, ces maisons, pour donner congé, dès que possible, aux locataires, mais ce congé ne put être donné.
En effet, du fait de l'entrée en guerre, le Parlement avait voté une loi décrétant un moratoire sur le paiement des loyers afin d'éviter que des familles ayant un soldat aux armées ou mort pour la France ne se trouvent en difficulté financière. Ce moratoire, qui s'appliquait aux maisons de la ruelle des Pans-de-Gorron, fut reconduit tous les trois mois. En 1919, le blocage des loyers fut maintenu, les propriétaires étant indemnisés par l'État à hauteur de 50%, et les baux étaient prorogés, à la convenance du locataire, avec des loyers figés. Dans ces conditions, l'évêché ne trouvait aucun acheteur pour ces maisons. C'est la situation que trouva Grente lorsqu'il fut installé au Mans, en avril 1918.
Ayant été informé de cette situation, Georges de La Fouchardière, journaliste au quotidien parisien L'Œuvre, la révéla, sur un ton malicieux, dans le numéro du 25 octobre 1924, par un article intitulé « D'un bénéfice ecclésiastique ». S'estimant outragé par cet article, Grente assigna le directeur du journal, François Potignat, et le journaliste La Fouchardlère, pour diffamation devant le Tribunal de première instance du Mans. L'audience fut fixée au 7 novembre 1924. Le plaignant était représenté par Me L'Eleu, avocat au barreau du Mans, et L'Œuvre par Me Maurice Garçon, avocat à la cour d'appel de Paris.
Par jugement du 5 décembre 1924, le tribunal du Mans donna raison à Grente, estimant que l'imputation d'« encaisser le prix du stupre » était « nettement diffamatoire » et que « l'intention de nuire » était « certaine ». En conséquence, Potignat et La Fouchardière furent condamnés à la somme dérisoire de 50 francs d'amende et de 25 francs de dépens, et à faire insérer le jugement dans L'Œuvre et six autres journaux. Les deux condamnés ne firent pas appel, se contentant de leur « coup » journalistique.

## Succession apostolique
Georges Grente a ordonné les évêques suivants :
- Évêque Maurice-Auguste-Eugène Foin (1939)
- Archevêque Marcel-Marie-Joseph-Henri-Paul Dubois (1948)
- Évêque Paul-Léon-Jean Chevalier (1951)

## Distinctions
- Commandeur de la Légion d'honneur (27 avril 1954)[3]
- Grand officier de l'Ordre de Georges Ier
- Grand officier de l'Ordre royal de Saint-Sava
- Commandeur de l'ordre de Léopold

## Publication
- Monseigneur Grente, La Sainte Vierge Marie, illustrations de Jean Adrien Mercier, chez Étienne Marcus Éditeur, Paris, 1947

## Référence de traduction
- (de) Cet article est partiellement ou en totalité issu de l’article de Wikipédia en allemand intitulé « Georges Grente » (voir la liste des auteurs).